# Penn & Teller: Bullshit!
Penn & Teller: Bullshit!, también conocido como Penn & Teller es una serie de televisión estadounidense transmitida entre 2003 y 2010 por el canal Showtime en Estados Unidos. El título del programa proviene del vulgarismo inglés bullshit (traducido en la serie como «basura»), que hace referencia al lenguaje, conducta o idea que es falso, absurdo o contrario a la razón.
Los conductores son los magos y comediantes Penn & Teller. El programa trata de desenmascarar una gran cantidad de creencias populares, que con frecuencia se refieren a asuntos sobrenaturales, pseudomedicinas y pseudociencias. El programa anima al público al uso del pensamiento crítico. Se critica desde un punto de vista escéptico y libertario a quienes se aprovechan de la credulidad del público y viven de explotar tales afirmaciones, señalando a veces que enmascaran razones ocultas o financieras. Como es habitual entre los escépticos, la crítica no se enfoca en las personas crédulas, sino en quienes explotan y se aprovechan de un modo u otro de la credulidad ajena. Muchas veces no sólo se habla de por qué una creencia es falsa o exagerada, sino de por qué también es innecesaria y perniciosa para quien cree en ella.
Algunos de los temas tratados son: las abducciones extraterrestres, la medicina alternativa, la biblia, la percepción extrasensorial, la guerra contra las drogas, el control de armas y el ambientalismo. Penn y Teller parecen seguir los pasos de Harry Houdini y James Randi (frecuentemente invitado al programa), quienes son conocidos por desenmascarar a quienes alegan contar con poderes sobrenaturales.
Para el 25 de junio de 2009 el programa estaba en su séptima temporada. La serie ha alcanzado éxito mundial y se transmitió en países como Argentina, Australia, Brasil, Canadá, México, Nueva Zelanda, Suecia, Colombia, Perú, Venezuela, Irlanda y Reino Unido. El último episodio fue transmitido el 12 de agosto de 2010 y fue titulado «Vaccinations».

## Formato del programa
En cada episodio se elige un tema. Defensores y opositores de las distintas opiniones exponen sus ideas mediante entrevistas. Penn Jillette hace bromas a partir de las entrevistas. Por ejemplo, en «Safety Hysteria» («Histeria por la seguridad»), un creador de «protectores de radiación» para teléfonos celulares admite que no existe un vínculo comprobado entre la radiación que emite un celular y alguna enfermedad conocida, pero asegura a los televidentes que «no pueden estar muy seguros». Ningún estudio médico indica que su producto es útil, y él lo sabe, pero explota los miedos de las personas para tener un beneficio. Jillette ha declarado que los entrevistados saben para qué programa son las entrevistas. En un episodio se muestra un equipo de video del programa en una construcción para realizar una entrevista y Jillette señala que un miembro del equipo está utilizando una gorra de béisbol con el logotipo del programa. Usualmente se entrevista a expertos o autoridades en el tema presentado.
Penn y Teller a menudo conducen experimentos sin seguir el método científico o realizan experimentos poco ortodoxos. Por ejemplo, en el episodio «Bottled Water», a comensales en un lujoso restaurante se les presenta una aparente variedad de botellas de agua de marcas finas. Después de que los comensales han expresado su preferencia por una de las marcas falsas les es revelado que todas las botellas se llenaron con agua proveniente de una manguera del jardín del restaurante. En el episodio «Conspiracy Theories», Teller disparó un rifle hacia un melón para demostrar que cuando se le dispara a una cabeza humana ésta es forzada a ir a la dirección contraria de la trayectoria de la bala. Esto lo hicieron para desacreditar una teoría de conspiración sobre el asesinato de John F. Kennedy que señala que el tiro fatal sacudió al mandatario en dirección al tiro.
Penn y Teller comúnmente usan escenas satíricas, actos de magia realizados en el set y segmentos que combinan argumentos razonables con comedia. Por ejemplo, en el episodio «Sex, Sex, Sex», los invitados son constantemente rodeados por actores desnudos. Penn y Teller frecuentemente cierran episodios con apasionadas peticiones éticas en contra de lo que desacreditan, explicando de qué manera esta creencia en particular es dañina y que se le debe de resistir. Los presentadores distinguen entre creyentes (a menudo explicando que Penn y Teller en sí les gustaría creer que estas cosas son ciertas, y mostrando compasión hacia las personas que creen que son ciertas) y aquellos a los que ven como charlatanes en busca de dinero o de fines políticos, a los que dirigen su enojo. Por ejemplo, en su primer episodio, desechan la idea de que los psíquicos puedan hablarle a los muertos. Mientras expresan su mayor simpatía hacia gente desesperada por una oportunidad de hablar a algún ser amado ya fallecido, explican que los charlatanes toman ventaja de este amor para obtener dinero de la gente, y entregan falsos mensajes que nada tienen que ver con el carácter genuino del fallecido.
Debido a que su acto no es normalmente asociado con un uso frecuente de la profanidad, Jillette explica su elección de usar el término bullshit en el episodio de apertura: si se dirigieran a la gente como mentirosos o defraudadores, podrían ser demandados por difamación, incluso frente a la obvia evidencia de chicanería, pero como "«abuso vulgar» no es legalmente considerado difamante, refiriéndose hacia ellos como hijos de puta ostensiblemente expresa más una opinión que una declaración de verdad, y es legalmente más seguro para ellos.

## Título
Debido a que el nombre del show es considerado una obscenidad, la serie es frecuentemente listada en los periódicos como B.S. Algunas impresiones de los DVD del show también llevan este nombre. Dish Network lista el show como Penn & Teller: Bulls***!.
En el episodio «Profanity» («Blasfemia», en español), Penn Jillette comenta al público que el título que se había planeado para Bullshit! era Humbug! Esto, como Jillette aclara, relaciona su escepticismo (y programa de televisión) a las reacciones de Harry Houdini a las populares ideas equivocadas de su día; pero la idea fue descartada debido a que «Humbug» no era una palabra de mucho impacto como la más blasfema e informal «bullshit». También es discutido durante el episodio de «Profanity» que «humbug» fue considerada tan blasfema como lo es ahora «bullshit». Durante ese mismo episodio, Penn y Teller por ellos mismos no blasfemaron, incluso cambiando el nombre del show a Humbug! solo por ese episodio. A cierto punto, Penn sugiere que el uso de la frase «¡Jesús!» por alguien que no es cristiano no es blasfemia, pero Teller aparentemente deja caer una bola de boliche en su pie justo mientras se menciona la frase, haciendo que al gritar la expresión, se haga ambigua. 
Mientras se discutía sobre Bullshit! en su programa de radio, Penn dividía la palabra en mitad, usualmente con un aplauso y una breve pausa, por ejemplo Bulls[aplauso]Hit, o lo cambiaba a Bullshot. En un episodio del programa de radio Wait Wait... Don't Tell Me! («Espera espera... ¡no me digas!»), Penn se refiere al show como «Bushlit». Cuando discutían el título con los productores de Showtime, Penn Jillette anunció: «No pueden hacer un show acerca de mentiras y después tontear en el título».